# Fondo (Olaszország)
Fondo település Olaszországban, Trento megyében. Lakosainak száma 1419 fő (2017. január 1.). Fondo Appiano sulla Strada del Vino, Malosco, Ronzone, Sarnonico, Senale–San Felice, Brez és Castelfondo községekkel határos.

## Népesség
A település népességének változása:
| Lakosok száma | 1448 | 1419 | 1447 |
|               | 2015 | 2017 | 2018 |